# Ring Road (Melbourne)
Die Ring Road (früher auch Western Ring Road und Metropolitan Ring Road) ist ein Autobahnring  um die westlichen und nördlichen Vororte von Melbourne im Süden des australischen Bundesstaates Victoria. Er verbindet:
- den  Hume Freeway
- den M2 /  Tullamarine Freeway
- den  Calder Freeway
- den  Western Freeway
- den  West Gate Freeway und
- den  Princes Freeway West

Die Western Ring Road verläuft vom Princes Highway in Altona North bis zum Hume Freeway in Campbellfield, die kürzere Metropolitan Ring Road von dort bis zum Greensborough Highway in Greensborough. Beide zusammen werden Ring Road genannt und in Verkehrsberichten üblicherweise gemeinsam betrachtet. Zwischen Western Freeway und Hume Freeway ist die Straße als NM80 nummeriert und zählt zum nationalen Highway-Netz, während die beiden Enden die Nummerierung M80 tragen.
Die Ringstraße entlastet die Sydney Road, die Pascoe Vale Road und die Geelong Road vom Schwerverkehr und leitet diesen direkt zu den Freeways. Durch ihre Verbindung zu jeder wichtige Fernstraße in Melbourne hat sie für Wachstum der Industrie und der Wohnbebauung in den westlichen Vororten gesorgt.
In den letzten Jahren hat man über eine Verlängerung der Ring Road von der Greensborough Road in einem Tunnel unter Greensborough und  durch Banyule Flats bis zum Eastern Freeway in Bulleen diskutiert. VicRoads hat eine Studie in Auftrag gegeben, die den Ergänzung der Western Ring Road durch eine Outer Metropolitan Ring Road (weiter außerhalb von Melbourne) untersuchen soll.

## Geschichte
Das Ring-Road-Projekt wurde als Teil des Melbourne Transportation Plan 1969 vorgeschlagen (Freeway-Korridore F3 und F5). Der Bau der Western Ring Road begann 1989 mit Arbeiten am Streckenabschnitt in Broadmeadows und wurde 1999 mit dem letzten Lückenschluss zwischen Calder Freeway und Tullamarnie Freeway fertiggestellt. Die Keating-Regierung des australischen Commonwealth stellte insgesamt AU-$ 555 Mio. für die Western Ring Road zur Verfügung und die Regierung von Victoria ergänzte diese Summe um weitere AU-$ 76 Mio.
Das Projekt ist grundsätzlich in drei Abschnitte unterteilt:
- Western Ring Road vom West Gate Freeway (M1) zum Hume Freeway (NM31)
- Northern Ring Road (auch Metropolitan Ring Road) vom Hume Freeway (NM31) um Greensborough Highway (S46)
- Eastern Ring Road (auch EastLink) vom Eastern Freeway (S83)  zum Frankston Freeway (S11)

Die Verbreiterung der Western Ring Road und der Metropolitan Ring Road soll 2009–2014 durchgeführt und von der Bundesregierung im Rahmen des Auslink-2-Programms bezuschusst werden.

## Fehlender Streckenabschnitt
Heute endet die Northern Ring Road im Osten bei Greensborough an der Ortsumgehung. Es gibt derzeit keine bestätigten Pläne, die Straße weiter bis zur Eastern Ring Road zu verlängern.
Der fehlende Streckenabschnitt würde auch durch umweltpolitisch sensible Gebiete, wie Viewbank, Banyule Flats, Eltham, Tempelstowe und Warrandyte verlaufen. Hier würde sich eher eine Tunnellösung anbieten.

## Verlauf

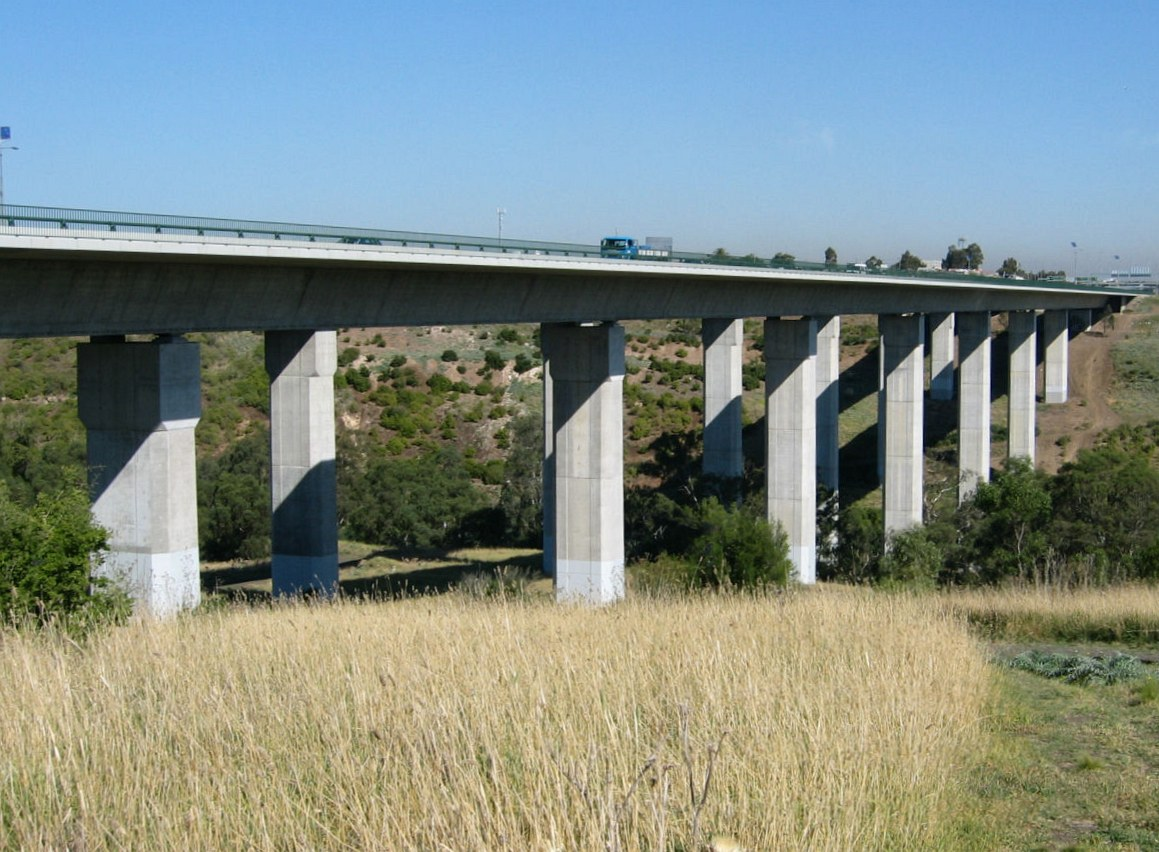
E.J. Whitten Bridge

Die Western Ring Road ist 28 km lang und die Metropolitan Ring Riad 10 km.
Ein wichtiger Teil der Ring Road ist die E.J. Whitten Bridge über den Maribyrnong River, die nach dem Australian-Footlball-Spieler Ted Whitten benannt wurde.
Die Straße besitzt durchgehend einen Mittelstregien und ist vier- bis achtspurig ausgebaut. Die Geschwindigkeitsbegrenzung beträgt fast durchgehend 100 km/h, nur zwischen Plenty Road und Greensborough Bypass sinkt sie auf 90 km/h, da dort der Mittelstreifen entfällt. Die Western Ring Road besitzt zwischen Western Highway und Tullamarine Freeway variable Geschwindigkeitsbegrenzungen, die den Verkehr mit 60 bis 100 km/h – je nach Verkehrslage – fließen lassen können.

## Kreuzungen und Anschlüsse
| Western / Metropolitan Ring Road |                                    |                                |                                                                    |
| Anschlüsse Richtung Norden | Entfernung nach Greensborough (km) | Entfernung nach Melbourne (km) | Anschlüsse Richtung Süden                                          |
| Ampelkreuzung (im Uhrzeigersinn vom Freeway aus) Greensborough Highway nach Diamond Creek (7 km) and Kinglake (36 km) Greensborough Highway nach Greensborough (3 km) und Heidelberg (7 km) |                                    |                                |                                                                    |
| Ende Metropolitan Ring Road | 3                                  | 34                             | Beginn Metropolitan Ring Road                                      |
| Whittlesea, Bundoora Plenty Road | 5                                  | 32                             | Bundoora, Whittlesea Plenty Road                                   |
| Epping, Reservoir Dalton Road | 8                                  | 29                             | Reservoir, Epping Dalton Road                                      |
| EISENBAHNLINIE NACH SOUTH MORANG | 9                                  | 28                             | EISENBAHNLINIE NACH SOUTH MORANG                                   |
| Thomastown, zur über Epping Edgars Road | 10                                 | 27                             | zur über Campbellfield, Thomastown Edgars Road                     |
| Anschlüsse Richtung Norden | Entfernung nach Sydney (km)        | Entfernung nach Melbourne (km) | Anschlüsse Richtung Süden                                          |
| Ende Western Ring Road weiter als Metropolitan Ring Road | 855                                | 25                             | Seymour, Sydney Hume Freeway                                       |
| Seymour, Sydney Hume Freeway | 855                                | 25                             | Ende Metropolitan Ring Road weiter als Western Ring Road           |
| Craigieburn, Coburg Sydney Road | 857                                | 23                             | Coburg, Craigieburn Sydney Road                                    |
| EISENBAHNLINIE NACH UPFIELD | 857                                | 23                             | EISENBAHNLINIE NACH UPFIELD                                        |
| EISENBAHNLINIE NORDOST | 859                                | 21                             | EISENBAHNLINIE NORDOST                                             |
| Broadmeadows, Glenroy Pascoe Vale Road | 859                                | 21                             | keine Ausfahrt                                                     |
| Sunbury Tullamarine Freeway | 862                                | 18                             | Melbourne, Sunbury Tullamarine Freeway                             |
| Sunbury Tullamarine Freeway | 862                                | 18                             | Tullamarine, Airport West Melrose Drive                            |
| Anschlüsse Richtung Norden | Entfernung nach Sydney (km)        | Entfernung nach Adelaide (km)  | Anschlüsse Richtung Süden                                          |
| Tullamarine, Airport West Airport Drive Westfield Drive | 864                                | 725                            | Airport West, Tullamarine Westfield Drive Airport Drive            |
| Melbourne Calder Freeway | 866                                | 723                            | Bendigo Calder Freeway                                             |
| zur über Bendigo; Keilor Park, Avondale Heights Keilor Park Drive | 868                                | 721                            | Keilor Park, Avondale Heights Keilor Park Drive                    |
| Taylors Lakes, Sunshine McIntyre Road Sunshine Avenue | 872                                | 717                            | Sunshine, Taylors Lakes McIntyre Road Sunshine Avenue              |
| St. Albans, Sunshine Furlong Road | 874                                | 715                            | Sunshine, St. Albans Furlong Road                                  |
| EISENBAHNLINIE NACH BENDIGO | 875                                | 714                            | EISENBAHNLINIE NACH BENDIGO                                        |
| Deer Park, Sunshine Ballarat Road | 876                                | 713                            | Sunshine, Deer Park Ballarat Road                                  |
| EISENBAHNLINIE WEST | 877                                | 712                            | EISENBAHNLINIE WEST                                                |
| Anschlüsse Richtung Norden | Entfernung nach Adelaide (km)      | Entfernung nach Melbourne (km) | Anschlüsse Richtung Süden                                          |
| Ende weiter als | 711                                | 18                             | Ballarat, Adelaide Western Freeway                                 |
| Laverton, Ardeer Fitzgerald Road | 711                                | 18                             | Ardeer, Laverton Fitzgerald Road                                   |
| Ballarat, Adelaide Western Freeway | 711                                | 18                             | Ende weiter als                                                    |
| MOBIL-SERVICE-CENTER | 712                                | 17                             | MOBIL-SERVICE-CENTER                                               |
| Truganina, zur über Footscray Boundary Road | 713                                | 16                             | zur über Footscray, Truganina Boundary Road                        |
| Beginn Western Ring Road weiter vom West Gate Freeway | 714                                | 15                             | Geelong Princes Freeway                                            |
| Beginn Western Ring Road weiter vom West Gate Freeway | 714                                | 15                             | Ende Western Ring Road weiter als West Gate Freeway nach Melbourne |

### Ausbau 2009–2012
Ende 2009 begann die Verbreiterung auf dem 38 km der M80/NM80 vom Princes Freeway in Altona North bis zum Greensborough Highway in Greensborough.
Der erste Bauabschnitt besteht in der Verbreiterung der 9,7 km vom Calder Freeway zur Sydney Road auf 6–8 Fahrspuren.